# Océane Notreami
Océane Notreami, née le 19 novembre 1993 à Ermont, est une joueuse française de water-polo.
Appelée pour la première fois en équipe de France de water-polo féminin en 2010, elle est championne de France avec l'Olympic Nice Natation en 2010 et en 2012.